# Ian Brown (piłkarz)
Ian Brown (ur. 24 lipca 1981) – piłkarz z Turks i Caicos grający na pozycji obrońcy, reprezentant Turks i Caicos, grający w reprezentacji w 2008 roku.

## Kariera reprezentacyjna
Ian Brown rozegrał w reprezentacji jedno oficjalne spotkanie podczas eliminacji do MŚ 2010. W tym spotkaniu, jego ekipa na wyjeździe podejmowała drużynę Saint Lucia. Turks i Caicos przegrało ten mecz 0−2..

## Mecze w reprezentacji
| Lp. | Data          | Miejsce    | Sędzia główny | Gospodarz   | vs | Gość           | Wynik | Uwagi          |
| --- | ------------- | ---------- | ------------- | ----------- | -- | -------------- | ----- | -------------- |
| 1.  | 26 marca 2008 | Vieux Fort | Mark Forde    | Saint Lucia | –  | Turks i Caicos | 2:0   | el. do MŚ 2010 |